# 第45回アカデミー賞
第45回アカデミー賞（だい45かいアカデミーしょう）は1973年3月27日に発表・授賞式が行われた。司会はキャロル・バーネット、チャールトン・ヘストン、マイケル・ケイン、ロック・ハドソン。

## 式典

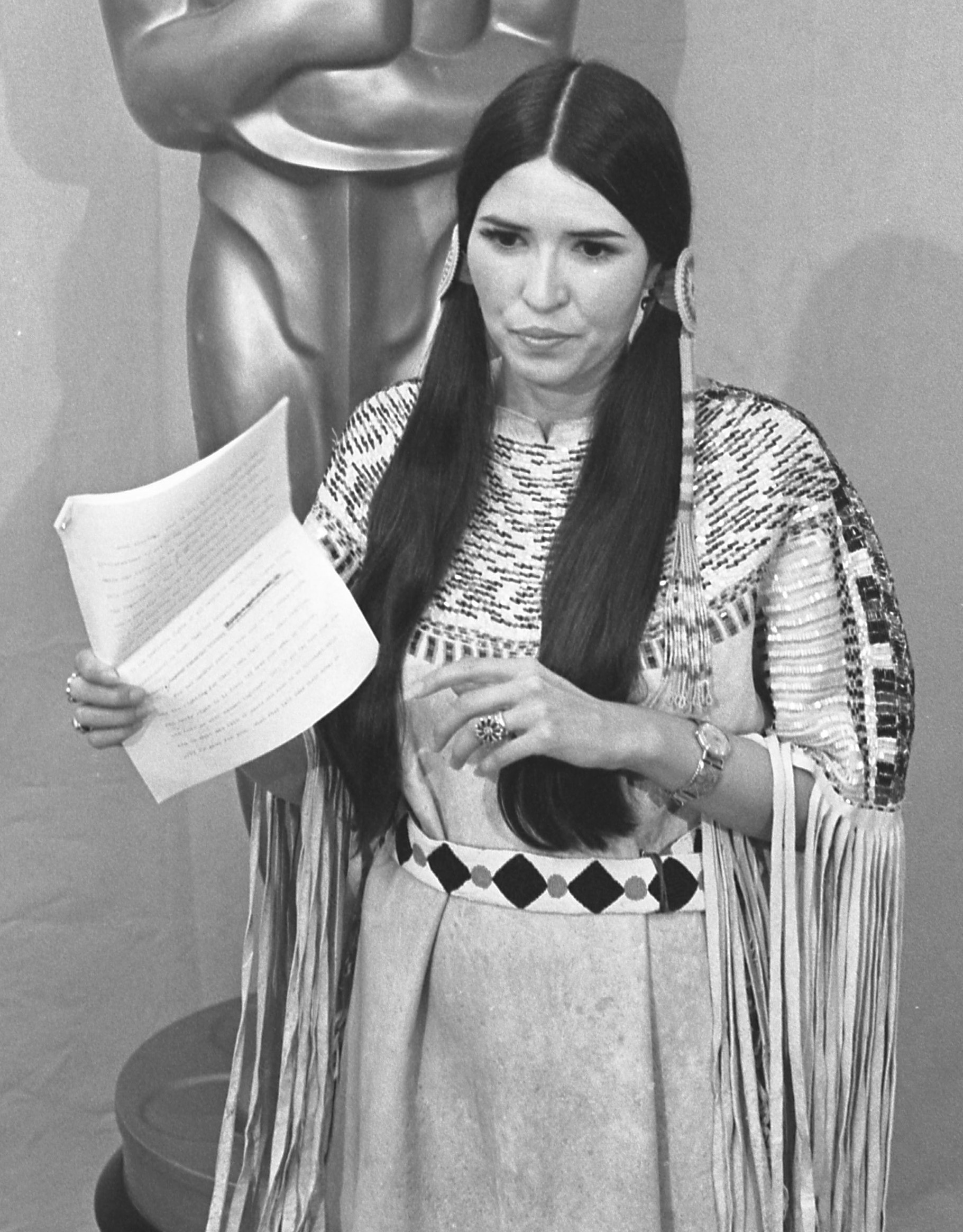
授賞式の会場でマーロン・ブランドのアカデミー主演男優賞受賞拒否のスピーチを読み上げようとするサチーン・リトルフェザー

第45回目を迎えたアカデミー賞授賞式では、フランシス・フォード・コッポラの『ゴッドファーザー』とボブ・フォッシーの『キャバレー』が人気を二分する結果となった。しかし、主演男優賞を受賞したマーロン・ブランドは、 ハリウッドのネイティブ・アメリカンに対する扱いが不当であるという理由で、受賞を拒否。授賞式にも出席せず、代わりに自分の書いたスピーチをネイティヴ・アメリカンの衣装を着た女性に読ませようとした。この女性はサチーン・リトルフェザーという女優で、実際にはラテン系の人物であるとされているが、父親がネイティヴ・アメリカンの出であるとも言われている。彼女はブランドのスピーチを壇上で読むことは出来なかったが、後に報道陣に対して読み上げた。
作曲賞を受賞した『ライムライト』は1952年制作の映画であるが、1972年に初めてロサンゼルスで上映されたため、選出の対象となった。

## 候補と受賞の一覧
太字は受賞である。また、以下での人名表記は
1. 作品の日本語公式情報およびAMPAS公式サイトの日本版とWOWOWによる授賞式放送での表記に準ずる。
2. 見当たらない場合はデータベースサイトなどを参考。
3. それでもない場合は英語表記のままとする。

| 作品賞 | 監督賞 |
| --- | --- |
| - 『ゴッドファーザー』 – アルバート・S・ラディー - 『キャバレー』 – サイ・フュアー - 『脱出』 – ジョン・ブアマン - 『移民者たち』 – ベント・フォルスランド - 『サウンダー』 – ロバート・B・ラドニッツ | - ボブ・フォッシー – 『キャバレー』 - ジョン・ブアマン – 『脱出』 - フランシス・フォード・コッポラ – 『ゴッドファーザー』 - ジョセフ・L・マンキーウィッツ – 『探偵スルース』 - ヤン・トロエル – 『移民者たち』 |
| 主演男優賞 | 主演女優賞 |
| - マーロン・ブランド – 『ゴッドファーザー』 (受賞辞退) - マイケル・ケイン – 『探偵スルース』 - ローレンス・オリヴィエ – 『探偵スルース』 - ピーター・オトゥール – The Ruling Class - ポール・ウィンフィールド – 『サウンダー』 | - ライザ・ミネリ – 『キャバレー』 - ダイアナ・ロス – 『ビリー・ホリデイ物語/奇妙な果実』 - マギー・スミス – Travels with My Aunt - シシリー・タイソン – 『サウンダー』 - リヴ・ウルマン – 『移民者たち』 |
| 助演男優賞 | 助演女優賞 |
| - ジョエル・グレイ – 『キャバレー』 - エディ・アルバート – 『ふたり自身』 - ジェームズ・カーン – 『ゴッドファーザー』 - ロバート・デュヴァル – 『ゴッドファーザー』 - アル・パチーノ – 『ゴッドファーザー』 | - アイリーン・ヘッカート –『バタフライはフリー』 - ジーニー・バーリン – 『ふたり自身』 - ジェラルディン・ペイジ – 『おかしな結婚』 - スーザン・ティレル – 『ゴングなき戦い』 - シェリー・ウィンタース – 『ポセイドン・アドベンチャー』 |
| 脚本賞 | 脚色賞 |
| - 『候補者ビル・マッケイ』 – ジェレミー・ラーナー - 『ブルジョワジーの秘かな愉しみ』 – ルイス・ブニュエル、ジャン＝クロード・カリエール - 『ビリー・ホリデイ物語/奇妙な果実』 – クリス・クラーク、スザンヌ・ド・パッシー、テレンス・マックロイ - 『好奇心』 – ルイ・マル - 『戦争と冒険』 – カール・フォアマン | - 『ゴッドファーザー』 – フランシス・フォード・コッポラ、マリオ・プーゾ - 『キャバレー』 – ジェイ・プレッソン・アレン - 『移民者たち』 – ベント・フォルスランド、ヤン・トロエル - 『おかしな結婚』 – ジュリアス・J・エプスタイン - 『サウンダー』 – ロン・エルダー三世 |
| 長編ドキュメンタリー映画賞 | 短編ドキュメンタリー映画賞 |
| - Marjoe – サラ・ケルノチャン、ハワード・スミス - Ape and Super-Ape – Bert Haanstra - 『ドキュメンタリー マルコムX』 – アーノルド・パール、マーヴィン・ワース - 『シャロン・テート殺人事件』 – ロバート・ヘンドリクソン、ローレンス・メリック - The Silent Revolution – Eckehard Munck | - This Tiny World – Charles Huguenot van der Linden、Martina Huguenot van der Linden - Hundertwasser's Rainy Day – ピーター・シャモニ - K-Z – Giorgio Treves - Selling Out' – Tadeusz Jaworski - The Tide of Traffic – ハンフリー・スウィングラー |
| 外国語映画賞 | 歌曲賞 |
| - 『ブルジョワジーの秘かな愉しみ』 (フランス) – ルイス・ブニュエル - The Dawns Here Are Quiet (ソ連) – スタニスラフ・ロストツキー - I Love You Rosa (イスラエル) – モーシェ・ミズラヒ - My Dearest Senorita (スペイン) – ハイメ・デ・アルミニャン - The New Land (スウェーデン) – ヤン・トロエル | - ｢モーニング・アフター｣（『ポセイドン・アドベンチャー』） – ジョエル・ハーシュホーン、アル・カシャ - "Ben"（『ベン』） – ドン・ブラック、ウォルター・シャーフ - "Come Follow, Follow Me"（The Little Ark） – フレッド・カーリン、マーシャ・カーリン - "Marmalade, Molasses & Honey"（『ロイ・ビーン』） – アラン・バーグマン、マリリン・バーグマン、モーリス・ジャール - "Strange Are the Ways of Love"（The Stepmother） – サミー・フェイン、ポール・フランシス・ウェブスター |
| 短編実写映画賞 | 短編アニメ映画賞 |
| - Norman Rockwell's World... An American Dream – リチャード・バークレイ - Frog Story – レイノルド・ギデオン、ロン・サトロフ - Solo – デヴィッド・アダムス | - A Christmas Carol – リチャード・ウィリアムズ - Kama Sutra Rides Again – ボブ・ゴドフレイ - Tup Tup – ネデリコ・ドラギチ |
| 劇映画作曲賞 | 編曲・歌曲賞 |
| - 『ライムライト』 – チャールズ・チャップリン、レイモンド・ラッシュ、ラリー・ラッセル - 『ロバート・アルトマンのイメージズ』 – ジョン・ウィリアムズ - Napoleon and Samantha – バディ・ベイカー - 『ポセイドン・アドベンチャー』 – ジョン・ウィリアムズ - 『探偵スルース』 – ジョン・アディソン | - 『キャバレー』 – ラルフ・バーンズ (編曲) - 『ビリー・ホリデイ物語/奇妙な果実』 – ギル・アスキー (編曲) - 『ラ・マンチャの男』 – ローレンス・ローゼンタール (編曲) |
| 衣裳デザイン賞 | 録音賞 |
| - Travels with My Aunt – アンソニー・パウエル - 『ゴッドファーザー』 – アンナ・ヒル・ジョンストン - 『ビリー・ホリデイ物語/奇妙な果実』 – レイ・アガーヤン、ノーマ・コック、ボブ・マッキー - 『ポセイドン・アドベンチャー』 – ポール・ザストゥプネヴィッチ - 『戦争と冒険』 – アンソニー・メンデルソン | - 『キャバレー』 – デヴィッド・ヒルドヤード、ロバート・ニュードソン - 『バタフライはフリー』 – チャールズ・T・ナイト、アーサー・ピアンタドシ - 『候補者ビル・マッケイ』 – ジーン・キャンタメッサ、リチャード・ポートマン - 『ゴッドファーザー』 – チャールズ・グランズバック、クリス・ニューマン、リチャード・ポートマン - 『ポセイドン・アドベンチャー』 – ハーマン・ルイス、セオドア・ソダーバーグ                                                                            |
| 美術賞 | 撮影賞 |
| - 『キャバレー』 – Jurgen Kiebach (美術)、ラルフ・ツェートバウアー (美術)、ハーバート・ストラベル (装置) - 『ビリー・ホリデイ物語/奇妙な果実』 – カール・アンダーソン (美術)、レッグ・アレン (装置) - 『ポセイドン・アドベンチャー』 – ウィリアム・クレバー (美術)、ラファエル・ブレトン (装置) - Travels with My Aunt – ジョン・ボックス (美術)、ロバート・W・ラング (美術)、ギル・パレンドー (美術) - 『戦争と冒険』 – ドン・アシュトン (美術)、ジェフリー・ドレイク (美術)、ジョン・グレイスマーク (美術)、ウィリアム・ハッチンソン (美術)、ピーター・ジェームズ (装置) | - 『キャバレー』 – ジェフリー・アンスワース - 『1776』 – ハリー・ストラドリング・Jr. - 『バタフライはフリー』 – チャールズ・ラング - 『ポセイドン・アドベンチャー』 – ハロルド・E・スタイン - Travels with My Aunt – ダグラス・スローカム |
| 編集賞 | |
| - 『キャバレー』 – デヴィッド・ブレサートン - 『脱出』 – トム・プリーストリー - 『ゴッドファーザー』 – ウィリアム・H・レイノルズ、ピーター・ツィンナー - 『ホット・ロック』 – フレッド・W・バーガー、フランク・P・ケラー - 『ポセイドン・アドベンチャー』 – ハロルド・F・クレス | |

### アカデミー名誉賞
- チャールズ・S・ボーレン
- エドワード・G・ロビンソン

### ジーン・ハーショルト友愛賞
- ロザリンド・ラッセル

### 統計
| 複数候補: - 10 候補: 『キャバレー』、『ゴッドファーザー』 - 8 候補: 『ポセイドン・アドベンチャー』 - 5 候補: 『ビリー・ホリディ物語/奇妙な果実』 - 4 候補: 『移民者たち』、『探偵スルース』、『サウンダー』、Travels with My Aunt - 3 候補: 『バタフライはフリー』、『脱出』、『戦争と冒険』 - 2 候補: 『候補者ビル・マッケイ』、『ブルジョワジーの秘かな愉しみ』、『ふたり自身』、『おかしな結婚』 | 複数受賞. - 8 受賞: 『キャバレー』 - 3 受賞: 『ゴッドファーザー』 |

### プレゼンター
| プレゼンター                 | 賞                                                    |
| ---------------------------- | ----------------------------------------------------- |
| エディ・アルバート           | 録音賞                                                |
| エドワード・アルバート       | 録音賞                                                |
| ジュリー・アンドリュース     | 監督賞                                                |
| ジョージ・スティーヴンス     | 監督賞                                                |
| ビアトリス・アーサー         | 短編アニメ映画賞 短編実写映画賞                       |
| ピーター・ボイル             | 短編アニメ映画賞 短編実写映画賞                       |
| マリサ・ベレンソン           | 衣裳デザイン賞                                        |
| マイケル・ケイン             | 衣裳デザイン賞                                        |
| キャンディス・バーゲン       | 撮影賞                                                |
| ビリー・ディー・ウィリアムズ | 撮影賞                                                |
| ソニー・ボノ                 | 歌曲賞                                                |
| シェール                     | 歌曲賞                                                |
| ダイアン・キャノン           | 劇映画作曲賞 編曲・歌曲賞                             |
| バート・レイノルズ           | 劇映画作曲賞 編曲・歌曲賞                             |
| ジェームズ・コバーン         | 助演男優賞                                            |
| ダイアナ・ロス               | 助演男優賞                                            |
| ロバート・デュヴァル         | 助演女優賞                                            |
| クロリス・リーチマン         | 助演女優賞                                            |
| クリント・イーストウッド     | 作品賞                                                |
| グリア・ガースン             | 美術賞                                                |
| ローレンス・ハーヴェイ       | 美術賞                                                |
| ジョン・ギャヴィン           | 編集賞                                                |
| キャサリン・ロス             | 編集賞                                                |
| ジーン・ハックマン           | 主演女優賞                                            |
| ラクエル・ウェルチ           | 主演女優賞                                            |
| チャールトン・ヘストン       | 名誉賞 (エドワード・G・ロビンソン)                    |
| アンジェラ・ランズベリー     | オープニング・ミュージカルナンバー                    |
| ジャック・レモン             | 脚本賞 脚色賞                                         |
| ロジャー・ムーア             | 主演男優賞                                            |
| リヴ・ウルマン               | 主演男優賞                                            |
| マール・オベロン             | 特別業績賞                                            |
| フランク・シナトラ           | ジーン・ハーショルト友愛賞                            |
| エルケ・ソマー               | 外国語映画賞                                          |
| ジャック・ヴァレンテ         | 外国語映画賞                                          |
| ロバート・ワグナー           | 長編ドキュメンタリー映画賞 短編ドキュメンタリー映画賞 |
| ナタリー・ウッド             | 長編ドキュメンタリー映画賞 短編ドキュメンタリー映画賞 |
| リチャード・ウォルシュ       | 名誉賞 (チャールズ・S・ボーレン)                      |

### パフォーマー
- グレン・キャンベル、The Mike Curb Congregation "Marmalade, Molasses & Honey"（『ロイ・ビーン』）
- ダイアン・キャロル "Strange Are the Ways of Love"（The Stepmother）
- マイケル・ジャクソン "Ben"（『ベン』）
- Springfield Revival "Come Follow, Follow Me"（The Little Ark）
- コニー・スティーブンス ｢モーニング・アフター｣（『ポセイドン・アドベンチャー』）